# Jerom contra Jerom
Jerom contra Jerom is een  stripverhaal uit de reeks van Jerom.

## Locaties
Dit verhaal speelt zich af op de volgende locaties:
- Morotari-burcht, ziekenhuis, politiebureau, afgelegen boerderij, Contemarlo

## Personages
In dit verhaal spelen de volgende personages mee:
- Jerom, tante Sidonia, Odilon, president Arthur, jongedame, man, ziekenhuispersoneel, agent, brandweermannen, leden Morotari, officieren, bemanning, overheid Cantamarlo, generaal, bevolking

## Het verhaal
Jerom krijgt een pakket van een jongedame die zegt een bewonderaar van hem te zijn, maar het pakket ontploft. Jerom volgt de dame op zijn atoommotor, maar ze rijdt hem aan. In het ziekenhuis vertelt ze dat Jerom de brandkast van haar vader met blote handen heeft geopend en zijn geld stal. De agent zegt dat de leden van de Morotari de meest toegewijde helpers van de politie zijn, maar de jongedame vertelt dat ze hem op heterdaad hebben betrapt. Inmiddels is tante Sidonia ongerust, omdat ze al lange tijd niks van Jerom heeft gehoord. Ze gaat op zoek in de omgeving en ziet Jerom een wagon van een trein openen en hij haalt er een postzak uit. Tante Sidonia is stomverbaasd over deze treinoverval en volgt Jerom. Jerom houdt tante Sidonia voor de gek en laat een bom ontploffen. De brandweer komt op de ontploffing af en ze brengen de gewonde tante Sidonia naar het ziekenhuis. 
Tante Sidonia ziet Jerom in het ziekenhuis en ze hoort dat Jerom al die tijd verpleegd werd en dus niet de trein overvallen heeft. Dan merkt ze op dat Jerom geen zwarte letter J op zijn borst heeft. De leden van Morotari komen bijeen en bespreken de toestand. De volgende dag overvalt de valse stuntman een oorlogsbodem en gooit de officieren en bemanning overboord. De valse Jerom heeft de kanonnen op de stad Contemarlo gericht en eist het geld van alle banken. Jerom en Odilon vliegen op de motor naar de stad en hoort dat de valse stuntman zal schieten als iemand nabij het schip komt. Odilon is stiekem met de motor op naar het schip, maar wordt door de valse stuntman gegrepen en vastgebonden aan de loop van een kanon. Jerom maakt zich zorgen, Odilon zal sterven als de valse stuntman het geld niet op tijd krijgt en de kanonnen worden gebruikt om de stad te beschieten.
Jerom gaat met een vliegtuig richting de oorlogsbodem en springt op grote hoogte naar beneden en komt op de boot terecht. Hij bevrijdt Odilon en voorkomt dat de stad beschoten wordt door de lopen van de kanonnen te saboteren. Op deze manier schiet de valse stuntman met één kanon op zichzelf en Jerom laat hem verzorgen door Odilon, terwijl hij zelf de bevolking gaat waarschuwen. De valse Jerom vertelt dat hij zeeman was en een tovermiddel kreeg van een tovenaar. Hierdoor werd de zeeman reuzesterk en hij besloot zich te vermommen als de gouden stuntman. Odilon geeft de man een injectie, maar dit blijkt het middel te zijn wat hem sterk maakt en er ontstaat een gevecht tussen de beide stuntmannen. Jerom kan winnen van de valste stuntman en de dubbelganger komt in de gevangenis terecht. Jerom en Odilon worden in triomf door de stad gereden en de bevolking juicht hen toe. Bedolven onder bloemen vliegen ze naar Morotari terug.